# Griegas (finanzas)
En matemática financiera, el término griega se refiere a cantidades que representan la sensibilidad del mercado de los instrumentos derivados. Su nombre proviene del hecho de que cada una de las medidas se representa con diferentes letras griegas. Cada griega mide diferentes aspectos del riesgo de la posición del instrumento con respecto a un parámetro sobre el que el instrumento en cuestión (o el portfolio) es dependiente.

## Utilidad
Las griegas son herramientas esenciales en la gestión del riesgo. Cada una de ellas (a excepción de theta - ver más adelante) representa una medida específica de riesgo. 
Por tanto, como propiedad deseada de un modelo para un mercado financiero es que permita un método sencillo de cálculo. Con base al modelo Black-Scholes su computación se hace de forma simple. Este es el motivo por el cual su empleo se ha visto popularizado.

## Las "Griegas"

### Las "griegas" más frecuentes
- Delta mide la sensibilidad a los cambios en el precio del subyacente. La {\displaystyle {\boldsymbol {\Delta }}} de un instrumento es la derivada de la función V del valor con respecto al precio S del activo subyacente,

{\displaystyle \Delta ={\frac {\partial V}{\partial S}}}

- Gamma mide el ratio de cambio en delta. {\displaystyle {\boldsymbol {\Gamma }}} es la segunda derivada de la función de valor con respecto al precio del subyacente,

{\displaystyle \Gamma ={\frac {\partial ^{2}V}{\partial S^{2}}}}

Gamma muestra cómo reaccionará un instrumento frente a un cambio importante en el precio del subyacente.
- Vega, que en realidad no es una letra griega ({\displaystyle \nu \,}, nu es la letra que se emplea para designarla), mide la sensibilidad a la volatilidad ({\displaystyle \sigma }). Vega es la derivada de la función de valor con respecto a la volatilidad del subyacente,

{\displaystyle \nu ={\frac {\partial V}{\partial \sigma }}}

El término kappa, {\displaystyle \kappa \,}, se emplea en ocasiones en vez de vega. En algunos casos se emplea el término tau, {\displaystyle \tau \,}.
- La velocidad mide la sensibilidad de tercer orden al precio. Es la tercera derivada con respecto al precio del subyacente,

{\displaystyle {\frac {\partial ^{3}V}{\partial S^{3}}}}

- Theta mide la sensibilidad al paso del tiempo. {\displaystyle \Theta } es la negativa de la derivada de la función de valor con respecto al tiempo restante hasta la finalización del derivado,

{\displaystyle \Theta =-{\frac {\partial V}{\partial T}}}

- Rho mide la sensibilidad al tipo de interés aplicable. {\displaystyle \rho } es la derivada de la función de valor con respecto al tipo de interés libre de riesgo (risk free rate),

{\displaystyle \rho ={\frac {\partial V}{\partial r}}}

### Las "griegas" menos empleadas
- Lambda {\displaystyle \lambda } es el porcentaje de cambio en el valor de una opción para cambios en el precio del subyacente, {\displaystyle \lambda ={\frac {\partial V}{\partial S}}\times {\frac {1}{V}}}. Es la derivada logarítmica.
- Vega gamma o volga mide la sensibilidad de segundo orden a la volatilidad. Es la segunda derivada con respecto a la volatilidad del subyacente, {\displaystyle {\frac {\partial ^{2}V}{\partial \sigma ^{2}}}}.
- Vanna mide la sensibilidad cruzada del valor del instrumento con respecto a la volatilidad y el precio del subyacente, {\displaystyle {\frac {\partial ^{2}V}{\partial S\partial \sigma }}}, que también puede ser interpretado como la sensibilidad de delta por cada unidad de cambio en la volatilidad.
- El Deterioro de delta (delta decay), o encanto (charm), mide el tiempo en deteriorarse la delta, {\displaystyle {\frac {\partial \Delta }{\partial T}}={\frac {\partial ^{2}V}{\partial S\partial T}}}. Esto es importante cuando se realizan coberturas a lo largo de un fin de semana.
- El Color mide la sensibilidad del deterioro de delta al precio del subyacente, {\displaystyle {\frac {\partial ^{3}V}{\partial S^{2}\partial T}}}. Es la tercera derivada del valor del instrumento, dos veces con respecto al precio y una con respecto al tiempo.

## Black-Scholes
Las griegas, bajo el modelo Black-Scholes, se calculan de la siguiente manera, donde {\displaystyle \phi } (phi) es la función de probabilidad normal y {\displaystyle \Phi } es la función de probabilidad acumulada normal. Nota: la fórmulas de gamma y vega son idénticas tanto para opciones call como para opciones put.
Parámetros:
Precio del subyacente {\displaystyle S\,},
Strike del subyacente {\displaystyle K\,},
Tipo libre de riesgo (Risk-Free Rate) {\displaystyle r\,},
Dividendo anual (%) {\displaystyle q\,},
Tiempo restante hasta el vencimiento {\displaystyle \tau =T-t\,}, y
Volatilidad {\displaystyle \sigma \,}
|            | Calls | Puts |
| price      | {\displaystyle e^{-q\tau }S\Phi (d_{1})-e^{-r\tau }K\Phi (d_{2})\,} | {\displaystyle e^{-r\tau }K\Phi (-d_{2})-e^{-q\tau }S\Phi (-d_{1})\,} |
| delta      | {\displaystyle e^{-q\tau }\Phi (d_{1})\,} | {\displaystyle -e^{-q\tau }\Phi (-d_{1})\,} |
| gamma      | {\displaystyle e^{-q\tau }{\frac {\phi (d_{1})}{S\sigma {\sqrt {\tau }}}}\,} | {\displaystyle e^{-q\tau }{\frac {\phi (d_{1})}{S\sigma {\sqrt {\tau }}}}\,} |
| vega       | {\displaystyle Se^{-q\tau }\phi (d_{1}){\sqrt {\tau }}\,} | {\displaystyle Se^{-q\tau }\phi (d_{1}){\sqrt {\tau }}\,} |
| theta      | {\displaystyle -e^{-q\tau }{\frac {S\phi (d_{1})\sigma }{2{\sqrt {\tau }}}}-rKe^{-r\tau }\Phi (d_{2})+qSe^{-q\tau }\Phi (d_{1})\,}                                                             | {\displaystyle -e^{-q\tau }{\frac {S\phi (d_{1})\sigma }{2{\sqrt {\tau }}}}+rKe^{-r\tau }\Phi (-d_{2})-qSe^{-q\tau }\Phi (-d_{1})\,}                                                           |
| rho        | {\displaystyle K\tau e^{-r\tau }\Phi (d_{2})\,} | {\displaystyle -K\tau e^{-r\tau }\Phi (-d_{2})\,} |
| volga      | {\displaystyle Se^{-q\tau }\phi (d_{1}){\sqrt {\tau }}{\frac {d_{1}d_{2}}{\sigma }}=\nu {\frac {d_{1}d_{2}}{\sigma }}\,}                                                                       | {\displaystyle Se^{-q\tau }\phi (d_{1}){\sqrt {\tau }}{\frac {d_{1}d_{2}}{\sigma }}=\nu {\frac {d_{1}d_{2}}{\sigma }}\,}                                                                       |
| vanna      | {\displaystyle -e^{-q\tau }\phi (d_{1}){\frac {d_{2}}{\sigma }}\,={\frac {\nu }{S}}\left[1-{\frac {d_{1}}{\sigma {\sqrt {\tau }}}}\right]\,}                                                   | {\displaystyle -e^{-q\tau }\phi (d_{1}){\frac {d_{2}}{\sigma }}\,={\frac {\nu }{S}}\left[1-{\frac {d_{1}}{\sigma {\sqrt {\tau }}}}\right]\,}                                                   |
| charm      | {\displaystyle -qe^{-q\tau }\Phi (d_{1})+e^{-q\tau }\phi (d_{1}){\frac {2(r-q)\tau -d_{2}\sigma {\sqrt {\tau }}}{2\tau \sigma {\sqrt {\tau }}}}\,}                                             | {\displaystyle qe^{-q\tau }\Phi (-d_{1})-e^{-q\tau }\phi (d_{1}){\frac {2(r-q)\tau -d_{2}\sigma {\sqrt {\tau }}}{2\tau \sigma {\sqrt {\tau }}}}\,}                                             |
| color      | {\displaystyle -e^{-q\tau }{\frac {\phi (d_{1})}{2S\tau \sigma {\sqrt {\tau }}}}\left[2q\tau +1+{\frac {2(r-q)\tau -d_{2}\sigma {\sqrt {\tau }}}{2\tau \sigma {\sqrt {\tau }}}}d_{1}\right]\,} | {\displaystyle -e^{-q\tau }{\frac {\phi (d_{1})}{2S\tau \sigma {\sqrt {\tau }}}}\left[2q\tau +1+{\frac {2(r-q)\tau -d_{2}\sigma {\sqrt {\tau }}}{2\tau \sigma {\sqrt {\tau }}}}d_{1}\right]\,} |
| dual delta | {\displaystyle -e^{-r\tau }\Phi (d_{2})\,} | {\displaystyle e^{-r\tau }\Phi (-d_{2})\,} |
| dual gamma | {\displaystyle e^{-r\tau }{\frac {\phi (d_{2})}{K\sigma {\sqrt {\tau }}}}\,} | {\displaystyle e^{-r\tau }{\frac {\phi (d_{2})}{K\sigma {\sqrt {\tau }}}}\,} |
| ---------- | --- | --- |

Donde,
{\displaystyle d_{1}={\frac {\ln(S/K)+(r-q+\sigma ^{2}/2)\tau }{\sigma {\sqrt {\tau }}}}}
{\displaystyle d_{2}={\frac {\ln(S/K)+(r-q-\sigma ^{2}/2)\tau }{\sigma {\sqrt {\tau }}}}=d_{1}-\sigma {\sqrt {\tau }}}
{\displaystyle \phi (x)={\frac {e^{-{\frac {x^{2}}{2}}}}{\sqrt {2\pi }}}}
{\displaystyle \Phi (x)=\int _{-\infty }^{x}{\frac {e^{-{\frac {y^{2}}{2}}}}{\sqrt {2\pi }}}\,dy=\int _{-x}^{\infty }{\frac {e^{-{\frac {y^{2}}{2}}}}{\sqrt {2\pi }}}\,dy}